# Sân bay quốc tế Lạc Cương Hợp Phì
Sân bay quốc tế Lạc Cương Hợp Phì là một sân bay tại Hợp Phì, An Huy, Trung Quốc (IATA: HFE, ICAO: ZSOF).

## Các hãng hàng không và các điểm đến
| Hãng hàng không                                           | Các điểm đến |
| --------------------------------------------------------- | --- |
| Air China                                                 | Bắc Kinh-Thủ đô, Thành Đô, Seoul-Incheon |
| China Eastern Airlines                                    | Bắc Kinh-Thủ đô, Thành Đô, Trùng Khánh, Quảng Châu, Quế Lâm, Hong Kong, Thượng Hải-Hồng Kiều, Thượng Hải-Phố Đông, Thâm Quyến, Đài Bắc-Đào Viên, Hạ Môn |
| China Southern Airlines                                   | Trường Sa, Đại Liên, Quảng Châu, Cáp Nhĩ Tân, Thẩm Dương, Thâm Quyến, Hạ Môn, Urumqi |
| Grand China Express điều hành bởi hãng hàng không Hải Nam | Phúc Châu, Hàng Châu, Thái Nguyên, Ôn Châu, Tây An |
| Hainan Airlines                                           | Bắc Kinh-Capital, Phúc Châu, Quảng Châu |
| Lucky Air                                                 | Côn Minh |
| Northeast Airlines                                        | Thẩm Dương, Hạ Môn |
| Okay Airlines                                             | Côn Minh, Thiên Tân |
| Shandong Airlines                                         | Trường Sa, Quý Dương, Tế Nam, Thanh Đảo |
| Shenzhen Airlines                                         | Cáp Nhĩ Tân, Côn Minh, Thâm Quyến |
| Sichuan Airlines                                          | Thành Đô |
| Xiamen Airlines                                           | Hoàng Sơn |
| China United Airlines                                     | Bao Đầu, Trường Sa, Trường Trị, Thường Châu, Thành Đô, Trùng Khánh, Phật Sơn, Phú Dương (An Huy), Phúc Châu, Quảng Châu, Hailar, Hàng Châu, Hohhot, Liên Vân Cảng, Lâm Nghi, Manzhouli, Ordos, Cù Châu, Tam Á, Thượng Hải-Hồng Kiều, Vô Tích, Yulin (Thiểm Tây))) |